# Lianfeng, Fujian
Lianfeng (kinesiska: 莲峰) är en köping i sydöstra Kina. Den ligger i Liancheng härad i staden Longyan i provinsen Fujian, omkring 260 kilometer väster om provinshuvudstaden Fuzhou. Antalet invånare är 60 504. Befolkningen består av 29 885 kvinnor och 30 619 män. Barn under 15 år utgör 14,0 %, vuxna 15-64 år 77 %, och äldre över 65 år 8,0 %.